# Patrick Loubatière
Patrick Loubatière est un auteur et metteur en scène français. Il est aussi professeur de lettres, éditeur indépendant, et enseignant d'échecs. Ses élèves ont été 18 fois champions de France d'échecs et deux fois champions d'Europe dans des catégories scolaires.

## Biographie

### Théâtre
Patrick Loubatière a écrit et mis en scène le spectacle humoristique Confessions d'une garce de la prairie de l'actrice américaine Alison Arngrim, en tournée en France à partir de 2006. Il lui donne aussi la réplique en tant que comédien. Le spectacle est un stand-up original, joué sous forme de duo.
En 2012, il signe un nouveau spectacle pour Alison Arngrim, La Malle aux trésors de Nellie Oleson. Ce spectacle interactif est présenté (à nouveau en duo) dans toute la France, la Belgique et la Suisse, dans des tournées régulières jusqu'en 2022 (à l'exception de la période de la pandémie de Covid-19).
En 2023, la collaboration avec Alison Arngrim se poursuit avec un troisième spectacle en duo, Nellie Oleson enflamme les années 80 : deux heures d'humour, de musique, de nostalgie et de convivialité.
Il en est à nouveau l'auteur et le metteur en scène. En 2024, ils sont invités à jouer leur spectacle dans un théâtre de Los Angeles, avec standing ovation.

### Auteur et journaliste
Il est l'auteur de nombreux articles et ouvrages consacrés à la télévision et à la musique. Journaliste pour l'hebdomadaire belge Télépro, et collaborateur occasionnel de plusieurs magazines français, il a publié des interviews de la plupart des comédiens des séries télévisées Lost, NCIS, Mentalist, Esprits criminels, Revenge, Desperate Housewives, Breaking Bad et Les Experts, entre autres.
Son livre La Petite Maison dans la prairie de A à Z est d'abord paru aux États-Unis anglais en 2006, puis en France en décembre 2008, dans le coffret DVD de l'intégrale de la série. Il interviewe aussi les acteurs, dont Melissa Sue Anderson, dans les bonus des DVD.
Il a par ailleurs publié des interviews d'autres acteurs de séries classiques comme 
Larry Hagman, Robert Conrad, Paul Michael Glaser, Lee Majors, Patrick Duffy, David McCallum, Stefanie Powers, Barbara Bain, etc.

### Éditeur
Depuis 2011, il est l’auteur et éditeur de Forever, une collection d'ouvrages retraçant de façon exhaustive la carrière d’un artiste avec biographie, illustrations inédites, et interviews exclusives. Il s'agit souvent d'artistes ayant marqué son enfance (Michael Landon, Antonio Fargas, la chanteuse allemande Sandra, etc.), d'artistes ayant marqué un pan d'histoire révolue (le cinéma muet, l'âge d'or de la radio, etc.), ou bien de belles rencontres journalistiques récentes (Autumn Reeser, etc.). Une critique de 2020 écrit : "Les livres de Patrick Loubatière sont réputés pour leur grande clarté, leur approche exhaustive et leur présentation esthétique".
Patrick Loubatière devient le collaborateur de deux de ces comédiens, devenus des amis proches : Autumn Reeser (Newport Beach, Hawaii Five-O, Sully, comédies romantiques d'Hallmark Channel...) et Antonio Fargas (Huggy les bons tuyaux dans Starsky et Hutch). En 2018, il est à l'origine de la participation de ce dernier à la série française Cherif.
En septembre 2020, il publie le livre Les actrices d'Alfred Hitchcock, rendant hommage non seulement aux stars emblématiques du réalisateur, mais aussi aux héroïnes de ses films moins connus, et aux seconds rôles marquants. Il déclare à Midi libre : "Je veux mettre en valeur des personnages remarquables, aux destins incroyables, mais qui sont restés inconnus du grand public." L'actrice Veronica Cartwright (Les oiseaux, Alien...) signe la préface du livre.
Durant la pandémie de Covid-19, il écrit et publie 7 livres, en un an et demi. Un article le présente comme "très probablement l’auteur français le plus prolifique durant cette période de crise sanitaire".

### Enseignant
Professeur de lettres modernes au Lycée Joffre de Montpellier, Patrick Loubatière organise régulièrement des rencontres et conférences entre des lycéens et plusieurs personnalités comme Jean d'Ormesson, Patrick Bruel (500 élèves, sur le thème Poésie et chanson), Bernard Werber, Íngrid Betancourt, Amélie Nothomb, Marc Levy, Patrick Fiori et Les Enfoirés pour Les Restos du cœur.
Il a aussi créé dans son collège et lycée une section où le jeu d'échecs est une option intégrée au temps scolaire. Sous sa direction, l'établissement a remporté 18 titres de champions de France et deux titres de champions d'Europe, après quoi Patrick Loubatière a décidé d'arrêter les compétitions pour se concentrer sur l'initiation et l'ouverture au plus grand nombre. En 2023, 180 élèves sont inscrits à la section Échecs de son collège et lycée. Il est le fils de Jean-Claude Loubatière, ancien président de la Fédération française des échecs.
Patrick Loubatière mène aussi des actions pour la santé des jeunes, fortement relayées dans les médias nationaux (tabac, maltraitance d'enfants, etc.).
Pendant la pandémie de Covid-19, afin de lutter contre le risque de démobilisation des élèves tout en maintenant un esprit de groupe en périodes de confinement, il lance le projet Stars & Lycéens : un livre réalisé par ses élèves, montrant d'une part le regard des adolescents sur la crise (abécédaire Covid-19 de A à Z) et d'autre part le regard des adultes. Il organise des interviews entre ses élèves et Sophie Marceau, Jean-Jacques Goldman (sa première interview depuis plusieurs années), Patrick Bruel, Francis Cabrel, Julien Clerc, Pierre Richard, Mark Harmon et la légendaire Jane Fonda. Le livre est publié au profit de la Croix-Rouge française et récolte en peu de temps 8876 euros pour l'association d'aide humanitaire.

## Distinction
2022 : Prix de l'Éducation Citoyenne, Ordre National du Mérite.